# Campina Grande do Sul
Pour les articles homonymes, voir Campina.

Campina Grande do Sul est une ville brésilienne de l'est de l'État du Paraná.
Sa population était estimée à 36 825 habitants en 2009. La municipalité s'étend sur 539,86 km2.
Elle fait partie de la Microrégion de Curitiba dans la Mésorégion métropolitaine de Curitiba.

## Maires
| Période | Période | Identité             | Étiquette | Qualité |
| ------- | ------- | -------------------- | --------- | ------- |
| 2009    | 2012    | Luiz Carlos Assunção | PSB       |         |